# Rideaukanalen
Rideaukanalen (på engelska Rideau Canal eller Rideau Waterway) sammanbinder staden Ottawa vid Ottawafloden med staden Kingston vid Ontariosjön. Rideaukanalen invigdes 1832 och används än idag, "med större delen av sina originalstrukturer intakta". I kanalsystemet ingår avsnitt av större vattendrag, såsom Rideaufloden och Cataraquifloden, såväl som mindre sjöar. Det är det äldsta kanalsystemet i drift i Nordamerika och blev 2007 klassat som ett världsarv.

## Historia
Vid den tid förslaget att bygga kanalen lades fram, kort efter 1812 års krig, fanns ett ihållande hot av attacker från USA mot de brittiska kolonierna i Övre Kanada. För att hejda eller avskräcka framtida invasioner från USA, byggde britterna upp ett antal fort (Citadell Hill, Citadelle de Québec och Fort Henry) och ett antal kanaler (Grenvillekanalen, Chute-à-Blondeaukanalen, Carillonkanalen och Rideaukanalen) för att försvara sitt territorium.
Det ursprungliga syftet med kanalen var rent militärt – att ge säkra leveranser och en stabil kommunikationsväg mellan Montréal och Kingston. Västerut från Montréal skulle resor ske längs Ottawafloden till Bytown (idag Ottawa), därefter sydväst via kanalen till Kingston och ut i Ontariosjön (och vice versa för resor i motsatt riktning). Intentionerna var att kringgå Saint Lawrencefloden på gränsen till delstaten New York i USA som skulle utsatt brittiska leveransskepp för risken för attacker eller en blockad.
Inga vidare militära sammanstötningar har skett mellan Kanada och USA sedan 1812 års krig, och följaktligen har Rideaukanalen aldrig använts för sitt ursprungliga syfte.

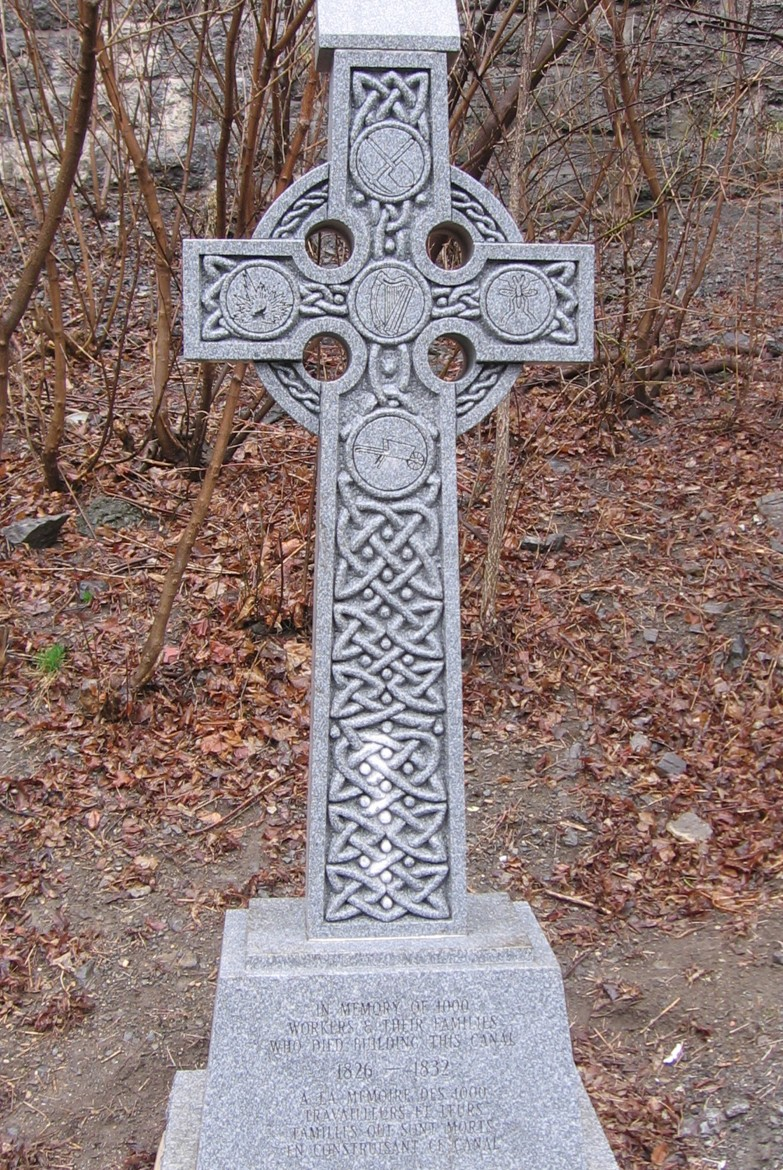
Monumentet avtäckt 27 juni 2004, av Rideau Canal Celtic Cross Committee.

Bygget av kanalen leddes av överstelöjtnant John By från Royal Engineers. Privata aktörer såsom sedermera sockerförädlingsentreprenören John Redpath, Thomas McKay, Nichol Taylor, Hugh Baird och andra ansvarade för en stor del av bygget. Större delen av arbetet utfördes av tusentals irländska och fransk-kanadensiska arbetare.
Det exakta antalet dödsfall kommer aldrig bli känt, men så många som ett tusental av arbetarna dog i malaria, andra sjukdomar och sprängningsolyckor. För att göra eländet värre, orsakade arbetslöshet och ett stort kolerautbrott i området mellan Québec och övre Kanada efter färdigställandet ytterligare dödsfall. Trots detta överlevde de flesta arbetarna och många bosatte sig på områdets gårdar eller öppnade timmerhandel. Några av dem som dog är ännu oidentifierade då de inte hade några kända släktingar i Övre Kanada. Dessa begravdes i omärkta gravar.
Minnesmärken överför de dödade arbetarna (i huvudsak för de irländska arbetarna) har rests längs kanalens väg, bland annat kelterkors i Kingston och Lower Town, Ottawa (nära slussarna).
Kanalen stod färdig 1832. Kostnaden uppgick till 882 000 pund. Detta var mer än väntat och John By återkallades till London för att utfrågas av en parlamentarisk kommitté innan man beslutade att allt gått rätt till.

## Vattenvägen

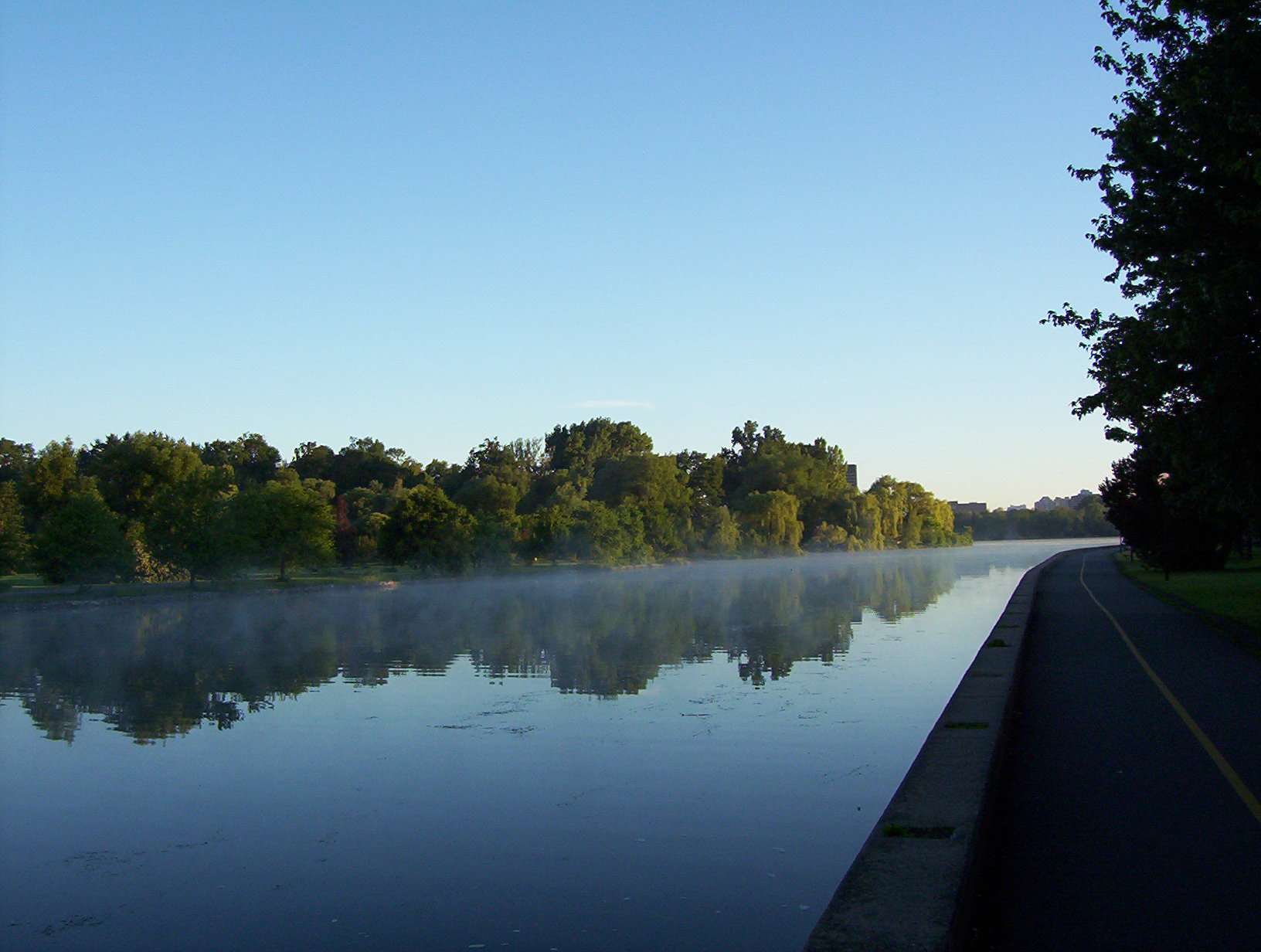
Rideaukanalen framför Carletonuniversitetet vid Colonel By Drive, vid skymning.

Rideaukanalens 202 kilometer innefattar delar av Rideaufloden och Cataraquifloden såväl som ett antal sjöar som Lägre, Övre och Stora Rideausjön. Omkring 19 km av vattenvägen är konstruerad.
Idag är det endast småbåtar och turistfartyg som använder sig av Rideaukanalen. Båtturer går mellan Ottawa och Kingston. Större delen slussarna är än idag handdrivna. Kanalen har totalt 47 slussar fördelade på 24 stationer.
Vid normal drift kan kanalen hantera båtar upp till 27,4 meters längd, 7,9 meters bredd och 6,7 meters höjd. Under särskilda omständigheter kan man klara av båtar upp till 33,5 meters längd och 9,1 meters bredd.
Bland orter längs kanalen finns:
- Ottawa
- Smiths Falls
- Merrickville
- Westport
- Battersea
- Kingston

## Skridskobanan

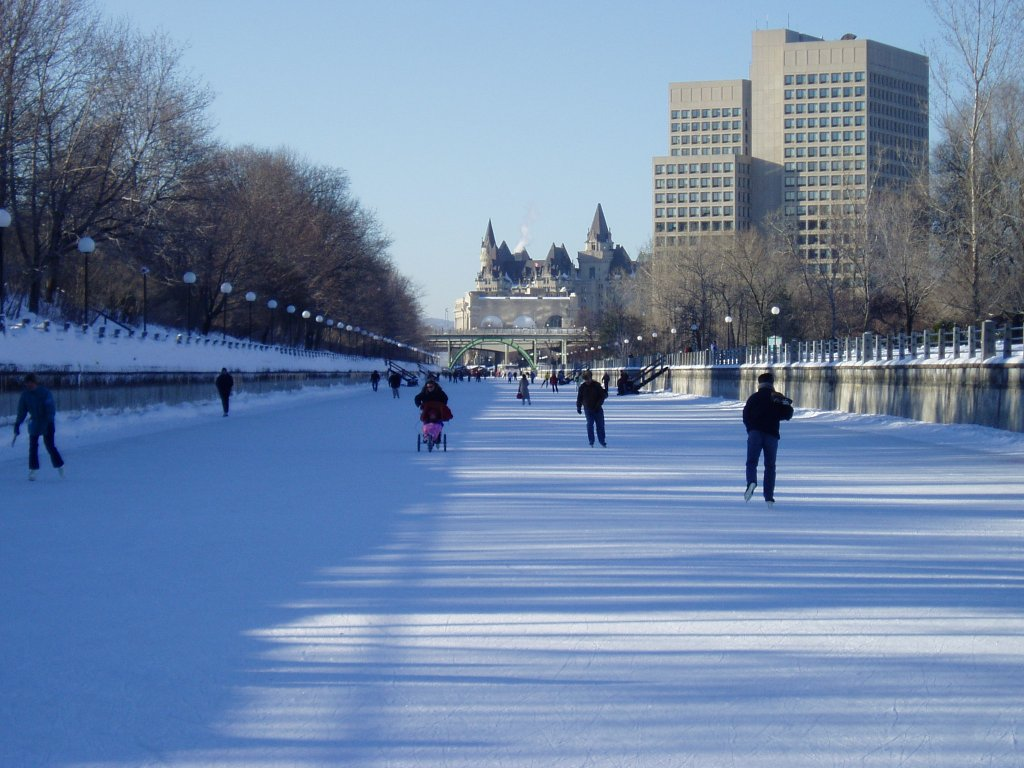
En del av världens största skridskobana.

På vintern blir en del av Rideaukanalen, i centrala Ottawa, officiellt världens största skridskobana. Längden är 7,8 km och har en yta motsvarande 90 olympiska hockeyrinkar. Den går från Hartwellslussarna vid Carletonuniversitetet till slussarna mellan Parlamentsbyggnaderna och Château Laurier och utgör ett populärt rekreationsområde. Skridskobanan är också i fokus under Winterludefestivalen i Ottawa.